# Welcome to Carcass Cuntry
Welcome to Carcass Cuntry ist ein 2006 erschienenes Studioalbum. Es wurde von Jeff Walker, Bassist und Sänger der britischen Metal-Band Carcass, unter dem Namen Jeff Walker und Die Flüffers veröffentlicht. Walker interpretiert darauf mit Hilfe namhafter Musiker der Metal-Szene bekannte Country-Lieder neu.

## Hintergrund
Die Idee, ein Album mit Coverversionen von bekannten Country-Liedern aufzunehmen, kam Walker, als er Dokumentationen über Countrymusik und über Gram Parsons sah. Er wollte die Lieder in neuem, rockigen Sound aufnehmen und so diesen Musikern Tribut zollen. Inspirieren ließ er sich dabei von Bands wie Trouble und Black Sabbath. Die Auswahl der Stücke lag in der alleinigen Verantwortung von Walker, bei der Umsetzung ließ er sich von den beteiligten Musikern beraten. Ob es eine weitere Veröffentlichung des Projektes geben wird, ließ Walker offen. Eigenen Angaben zufolge holte er keine Erlaubnis der Rechteinhaber ein, um die Lieder neu einzuspielen. Dies sei aufgrund der komplett neuen Arrangements nicht nötig gewesen.
Für die Aufnahmen fragte Walker verschiedene Musiker an, die er noch aus seiner Zeit bei Carcass kannte, die meisten sagten zu. Absagen erhielt er von Lee Dorrian (Cathedral), Mike Patton (Faith No More) und Björk. Den Bass konnte Walker nicht selber einspielen, weil sein Instrument auf dem Flug nach Helsinki kaputt gegangen war. So teilten sich Niclas Etelävuori (Amorphis) und Jamie Cavanagh (Anathema) die meisten Bassaufnahmen. Jeff Walker hatte auf einem Drumcomputer Demos aufgenommen, damit die beteiligten Musiker eine Vorstellung vom Grundtempo bekamen, gemeinsame Proben fanden vor Beginn der Studioaufnahmen nicht statt. Diese begannen im September 2004 in Helsinki, Finnland, und dauerten fast ein Jahr, weil sie durch Auftritte von Walker mit To Separate the Flesh from the Bones und Brujeria unterbrochen wurden. Als Gitarrist ist auf allen Titeln Tomi Koivusaari (Amorphis) zu hören, hinter dem Pseudonym Pus Sypope verbirgt sich Mika Karppinen von der Dark-Rock-Band HIM. Walker nahm zuerst die Schlagzeug-, Rhythmusgitarren- und einige Keyboard-Spuren auf, hinzu kamen die jeweiligen Session-Musiker. Wegen der Vielzahl der beteiligten Künstler fanden die Aufnahmen in verschiedenen Studios statt und mussten overdubt werden. Die Orchesteraufnahmen fanden im Dezember 2004 im Birmingham Conservatoire statt. Den Endmix nahm Santeri Kallio von Amorphis in den Finnvox Studios vor.
Das Plattencover stammt von dem US-amerikanischen Cartoonisten Larry Welz. Die Figur auf der Vorderseite ist Cherry, die Titelfigur der gleichnamigen Comicserie von Welz. Das Album verkaufte sich in Europa rund 30.000 mal, in den USA wurde das Album mit einem Aufkleber Parental Advisory (engl.: Warnung für Eltern) versehen, Grund war der Albumtitel (cunt ist ein Slangwort für Vulva).

## Titelliste
| #   | Titel                                                         | Originalinterpret  | Urheber                             | Bekannte Gastmusiker | Dauer |
| --- | ------------------------------------------------------------- | ------------------ | ----------------------------------- | --- | ----- |
| 1.  | The Man Comes Around                                          | Johnny Cash        | Johnny Cash                         | - Aaron Aedy (Paradise Lost): Gitarre - Jamie Cavanagh (Anathema): Bass - Ken Owen (ex-Carcass): Sprecher                                    | 4:10  |
| 2.  | I Can’t Help It (If I’m Still in Love with You)               | Hank Williams      | Hank Williams                       | - Bill Steer (Carcass): Gitarre - Niclas Etelävuori (Amorphis): Bass                                                                         | 2:52  |
| 3.  | You’re Still on My Mind                                       | Luke McDaniel      | Luke McDaniel                       | - Nicke Andersson (The Hellacopters): Gitarre, Gesang - Mikko Lindström (HIM): Akustikgitarre - Niclas Etelävuori (Amorphis): Bass           | 2:13  |
| 4.  | Sunday Mornin’ Comin’ Down                                    | Kris Kristofferson | Kris Kristofferson                  | - Danny Cavanagh (Anathema): Gitarre, Akkordeon - Niclas Etelävuori (Amorphis): Bass                                                         | 5:27  |
| 5.  | Mississippi                                                   | Pussycat           | Werner Theunissen/Michael Chambosse | - Niclas Etelävuori (Amorphis): Bass - Santeri Kallio (Amorphis): Klavier - Pasi Koskinen: Hintergrundgesang                                 | 4:32  |
| 6.  | I Just Dropped In (To See What Condition My Condition Was In) | Mickey Newbury     | Mickey Newbury                      | - Billy Gould (Faith No More): Bass - Bill Steer: Gitarre - Santeri Kallio (Amorphis): Hammond-Orgel                                         | 3:35  |
| 7.  | I’m So Lonesome I Could Cry                                   | Hank Williams      | Hank Williams                       | - Niclas Etelävuori (Amorphis): Bass - Bill Steer: Slide-Gitarre - Danny Cavanagh (Anathema): Gitarre - Vincent Cavanagh (Anathema): Gitarre | 3:17  |
| 8.  | Once a Day                                                    | Bill Anderson      | Bill Anderson                       | - Shane Emburry (Napalm Death): Bass - Bill Steer: Gitarre                                                                                   | 2:03  |
| 9.  | The End of the World                                          | Skeeter Davis      | Arthur Kent, Sylvia Dee             | - Mikko Lindström (HIM): Gitarre | 2:55  |
| 10. | Rocky Mountain High                                           | John Denver        | John Denver, Mike Taylor            | - Billy Gould (Faith No More): Bass - Danny Cavanagh (Anathema): Gitarre - Bill Steer: Gitarre                                               | 5:33  |
| 11. | Keep On Rocking in the Free World                             | Neil Young         | Neil Young                          | - Danny Cavanagh (Anathema): Gitarre, Keyboard - Santeri Kallio (Amorphis): Hammond-Orgel - Nick Holmes (Paradise Lost): Hintergrundgesang   | 5:03  |

## Rezeption
Die Kritiken fielen überwiegend positiv aus. Volkmar Weber vom Rock Hard schreibt, dass die Klassiker „sehr stilvoll und geradezu unauffällig“ seien und dass das Album weniger für Carcass-Fans geeignet sei. Fred Schmidtlein von Home of Rock resümiert, dass „Walker … eine brüllend komische Persiflage mit teilweise ganz außergewöhnlichen Instrumentalleistungen gelungen“ sei. Adrien Begrand von PopMatters zeigt sich erstaunt über die Liste der bekannten Gastmusiker und meint, dass Walker bei der Auswahl der Stücke guten Geschmack bewiesen hätte. Die Musik mache Spaß, das Artwork sei cool und die Coverversion von Rocky Mountain High äußerst liebenswert.